# Джулиано II де Медичи
Вижте пояснителната страница за други личности с името Джулиано де Медичи.
Джулиàно ди Лорèнцо де Мèдичи (на италиански: Giuliano di Lorenzo de' Medici, Duca di Nemours; * 12 март 1479, Флоренция, Флорентинска република; † 17 март 1516, Флоренция, Флорентинска република) е един от тримата сина на Лоренцо Великолепни и херцог на Немур от 1515 г., господар на Флоренция от 1513 г. и генерален капитан на Църквата от 29 юни 1515 г. до смъртта си.
Джулиано, след второто изгонване на Медичите от Флоренция (1494 – 1512), по време на своето изгнание посещава известни художници, писатели и придворни, като Лудовико Ариосто, Рафаело Санцио, Отавиано Фрегозо, Лудовико ди Каноса, Бернардо Довизи да Бибиена, Балдасаре Кастильоне, който го прави един от героите в трактата си Cortegiano, и Пиетро Бембо, който в трактата си Prose della volgar lingua му приписва ролята на защитник на флорентинския модел на „добрата реч“.
Той също е голям покровител на изкуствата, създавайки пъстър двор от художници и писатели, понякога много млади или със скромна стойност, а понякога и доста значими, като архитектът Джовани Джокондо и брилянтният Леонардо да Винчи, който подготвя проект за регулиране на водите на Понтийските блата.

## Произход
Той е най-малкото дете на Лоренцо де Медичи Великолепни (* 1449, † 1492), банкер, де факто владетел на Флорентинската република, най-могъщият и ентусиазиран покровител на ренесансовата култура в Италия, и на съпругата му Клариса Орсини (* ок. 1453, † 1487). Има четирима братя и пет сестри:
- Лукреция Мария Ромола (* 1470, † 1553), от 1486 г. съпруга на Якопо Салвиати
- братя-близнаци (*/† 1471 след раждане)
- Пиеро II „Злочестия“ (* 1472, † 1503), господар на Флоренция, съпруг на Алфонсина Орсини
- Мария Магдалена Ромола (* 1473, † 1519), от 1487 г. съпруга на Франческо „Франческето“ Чибо
- Контесина Беатриче († 1474 като бебе)
- Джовани (* 1475, † 1521), известен като папа Лъв X
- Луиза Контесина Ромола, нар. Луиджа (* 1477, † 1488), годеница на Джовани де Медичи
- Контесина Антония (* 1478, † 1515), пфалцграфиня като съпруга на Пиеро Ридолфи

## Биография
Джулиано получава образование от предварително подготвени от баща му учители, сред които е Анджело Полициано.
След смъртта на баща му по-големият брат на Джовани Пиеро е господар на Флоренция за кратко време, преди да бъде изгонен заради сервилното си поведение към нашественика Шарл VIII от Франция, което му печели прозвището „Злочестия“ (1494 г.). По този повод Джулиано е изпратен в изгнание като останалата част от семейство Медичи и първоначално намира убежище във Венеция. След като Свещената лига (1511), водена от Испания, прогонва французите от Италия, Медичите се връщат във Флоренция, където Джулиано е де факто господар на града в периода 1512 – 1516 г. вместо втория си по-голям брат Джовани, кардинал.
С избирането на папския престол на неговия брат Джовани (Лъв X) на 11 март 1513 г., съдбата му се променя и той получава множество почести и престижни назначения. Всъщност благодарение на невъзмутимия непотизъм на папата Джулиано и неговият племенник Лоренцо получават признания и инвеститури, които кулминират в първите две благороднически титли, получени от семейство Медичи: Джулиано получава титлата „херцог на Немур“ през 1515 г. за важните заслуги пред френския крал Луи XII, макар че той никога не получава официално инвеститура от краля поради преждевременната си смърт. Той също така получава и титлите на викарий на Сораня и римски благородник от 1513 г., постоянен губернатор на Парма, Пиаченца, Реджо Емилия и Модена и Генерален капитан на Светата римска църква.
Джулиано се жени през февруари 1515 г. за принцеса Филиберта Савойска, дъщеря на херцог Филип ІІ Савойски. Франсоа I от Франция (племенник на Филиберта) иска да се свърже с титлата на Немур и да го поддържа за властта в Неапол, към която Франция има исторически интерес.
Когато кралят на Франция и папата започват да предвиждат трона на Кралство Неапол за Джулиано, смъртта го настига преждевременно през 1516 г. на 37-годишна възраст. През 1519 г. умира и племенникът му Лоренцо, за голям ужас на папата, който е вложил много време в кариерата на двамата си потомци. Джулиано оставя един извънбрачен син – Иполито де Медичи, който е ръкоположен за кардинал.

## Джулиано II в културата
Останали са няколко негови портрета, най-важният от които е този на Рафаело Санцио, където Джулиано се появява пред завеса, която позволява да се види изглед към Кастел Сант Анджело.

Неговата гробница е поръчана на Микеланджело за Новата сакристия на базиликата „Сан Лоренцо“ във Флоренция, с алегории на Деня и Нощта и неговата статуя, изобразяваща го облечен като римски кондотиер. А на тези, които сочат на Микеланджело разликата между чертите в портрета и истинските на Джулиано, скулпторът отговаря, че през вековете споменът за Джулиано скоро ще се изгуби, докато всички ще помнят тези на неговата статуя. Поради близостта на името на Джулиано Медичи с това на Джулиано Пиеро де Медичи (негов чичо) гробниците им често се бъркат.
- Рафаело Санцио и работилница, Портрет на Джулиано де Медичи, темпера и масло върху платно, около 1515 г., 83,2×66 см. Ню Йорк, Музей на изкуството „Метрополитън“
- Статуята на Джулиано де Медичи от Микеланджело)
- Гробницата на Джулиано де' Медичи от Микеланджело

„Владетелят“ на Николо Макиавели първоначално е посветен на Джулиано де Медичи. Той е и един от героите, които водят диалог в трактата Prose della volgar lingua на Пиетро Бембо (1525) и в трактата „Придворният“ (Cortegiano) на Балдасаре Кастильоне (1528).

## Брак и потомство
∞ 1515 във френския двор за Филиберта Савойска (* 1498, † 4 април 1524), дъщеря на Филип II Савойски Безземни – 7-и херцог на Савоя и втората му съпруга Клодин дьо Брос Бретанска – графиня на Понтиевр, сестра на 9-ия херцог на Савоя Карл III (II) Савойски и полусестра на 8-ия херцог на Савоя Филиберт II Савойски, леля на френския крал Франсоа I. Двамата нямат деца.
От Пачифика Брандани от Урбино († 1511, Урбино), извънбрачна дъщеря на благородника Джовани Антонио Брандани и придворна дама в двора на Урбино, има един извънбрачен син:
- Иполито де Медичи (* 1511, Урбино, † 10 август 1535, Флоренция), кардинал, господар на Флоренция (19 ноември 1523 – 16 май 1527).[2]